# Xã High Ridge, Quận Jefferson, Missouri
Xã High Ridge (tiếng Anh: High Ridge Township) là một xã thuộc quận Jefferson, tiểu bang Missouri, Hoa Kỳ. Năm 2010, dân số của xã này là 18.856 người.